# ISO 15924
ISO 15924 је међународни стандард који служи за означавање писама.
Ознака латинице је Latn 215, ћирилице – Cyrl 220, старословенске ћирилице – Cyrs 221, арапског писма – Arab 160, а грчког писма – Grek 200.